# Wilhelm Albert (Pädagoge)
Wilhelm August Albert (* 29. Januar 1890 in Reiterswiesen; † 1981 in Traunstein) war ein deutscher pädagogischer Schriftsteller.

## Leben
Er war der Sohn des Gastwirts Paul Albert aus Reiterswiesen bei Bad Kissingen. Nach dem Schulbesuch ging er an das Lehrerseminar. Er wurde als Hauptlehrer und später als Rektor tätig und war Leiter der Reichsarbeitsgemeinschaft für Gesamtunterricht in Nürnberg. Wilhelm Albert legte seit Beginn der 1920er Jahre mehrere pädagogische Schriften vor, die sich vor allem mit schulpraktischen Reformansätzen beschäftigen und nach 1945 überarbeitet und neuaufgelegt wurden.
Er war seit 1. Mai 1933 Mitglied im NSLB, sein Antrag auf NSDAP-Mitgliedschaft wurde wegen früherer Logenzugehörigkeit 1937/38 abgelehnt.

## Werke (Auswahl)
- Gestaltung des Unterrichts zum Erlebnis, 1921.
- Das Kind als Gestalter, Donauwörth 1923.
- Das Kind als Gestalter, 2. Aufl., Nürnberg, 1925.
- Grundlegung des Gesamtunterrichtes. 1: Vom Orbis Pictus zur pädagogischen Symphonie. 2: Das gegenwärtige Bild der zusammenschauenden Betrachtungsweise im Unterricht, Wien, 1928.
- Der Bauer und seine Scholle. Ein Quellenlesebuch für Jugend und Alter des Landes und alle scholengeborenen Städter, München, 1929.
- Der Weltkrieg 1914/18. Im Auftrag des Bezirks-Lehrervereins Nürnberg-Stadt dargestellt für den Unterricht in der Geschichte an den Volksschulen, Nürnberg, 1933.
- Mutter. Auswahl aus deutschem Schrifttum, Nürnberg, 1934.
- Mutter. Auswahl aus deutschem Schrifttum, Nürnberg, 1942.
- Schulpraktische Meisterlehre, Bd. 1. Deutschunterricht, [1949].
- Schulpraktische Meisterlehre Bd. 2. Grundlegung des Gesamtunterrichts, 2., überarb. Aufl., [1951]
- Wirtschaft und Schule. Material für die Diskussion über wirtschaftspädagogischer Fragen, Essen, 1955.
- Schule in Not. Material für die Diskussion über denErziehungsnotstand unserer Zeit, Essen, 1956.
- Der Gesamtunterricht. Sein Wesen und Werden, Frankfurt, Berlin, Hamburg, München, 1958.
- Der Gesamtunterricht : Sein Wesen u. Werden im Überblick, 2. Aufl., München, Frankfurt, Berlin, Hamburg, Essen, 1968.